# جاك سويفت
جاك سويفت (بالإنجليزية: Jack Swift)‏ هو منافس ألعاب قوى أسترالي، ولد في 8 أغسطس 1985.

## وصلات خارجية
- جاك سويفت على موقع النتائج التاريخية لألعاب القوى الأسترالية (الإنجليزية)
- جاك سويفت على موقع Paralympic.org (الإنجليزية)

- الموقع الرسمي